# Château de Ludwigslust
Le château de Ludwigslust (en allemand Schloss Ludwigslust) est un palais du XVIIIe, situé à Ludwigslust dans le Nord de l'Allemagne près de la mer Baltique (arrondissement de Ludwigslust et land de Mecklembourg-Poméranie-Occidentale). En 1724, le duc Christian-Louis II de Mecklembourg-Schwerin, décida de faire construire un pavillon de chasse, près d'un petit hameau appelé Klenow, à 36 kilomètres de Schwerin, la capitale du duché. La construction dura quatre ans (1731-1735). Ce bâtiment prend le surnom de « Ludwig-Lust », de « Ludwig » Louis et « Lust » envie ou désir, c'est-à-dire le désir ou l'envie de Christian-Louis.
En 1765, Ludwigslust devint la capitale du duché au lieu de Schwerin.
Entre 1772 et 1776, le château est entièrement reconstruit, par l'architecte Johann Joachim Busch (de), sur le modèle de celui du Château de Versailles et surnommé le "Petit Versailles du Mecklembourg". 
Le château fut la résidence des ducs de la Maison de Mecklembourg jusqu'en 1945. Il abrite aujourd'hui des pièces de collection du Staatliches Museum Schwerin. 

## Données techniques
Il s'agit d'une structure imposante, formée de deux ailes de part et d'autre d'un corps central.
La façade est de style néoclassique. L'avant-corps offre un portique soutenu par des colonnes d'ordre corinthien contrastant avec les pilastres d'ordre ionique des ailes. 
L'intérieur présente une construction à moindre coût. Pour le gros-œuvre, les architectes utilisèrent la brique au lieu de la pierre.  La décoration du grand vestibule lui-même est en papier mâché (appelé Ludwigsluster Carton).
De nombreux tableaux de chasse décorent les murs.
À l'arrière du château, un vaste parc baroque de 120 hectares, fut aménagé, pendant la réalisation de la petite maison de chasse, dans un style anglais, avec des grottes, des fontaines, des cascades et des canaux.
Un grand canal (appelé en allemand :« Großer Kanal »), fut creusé sur 28 kilomètres depuis la rivière Stör, pour alimenter les divers bassins et fontaines du parc. La pente régulière du canal principal permet d'obtenir une pression d'eau suffisante.

C'est le plus grand parc du land de Mecklembourg-Poméranie-Occidentale et un des plus somptueux de l'Allemagne septentrionale.
Ce parc paysager possède des plantes exotiques et des arbres, tels que cyprès et vieux séquoias. 
Enfin Peter Joseph Lenné a donné au château son apparence définitive entre 1852 et 1860.

## Photographies

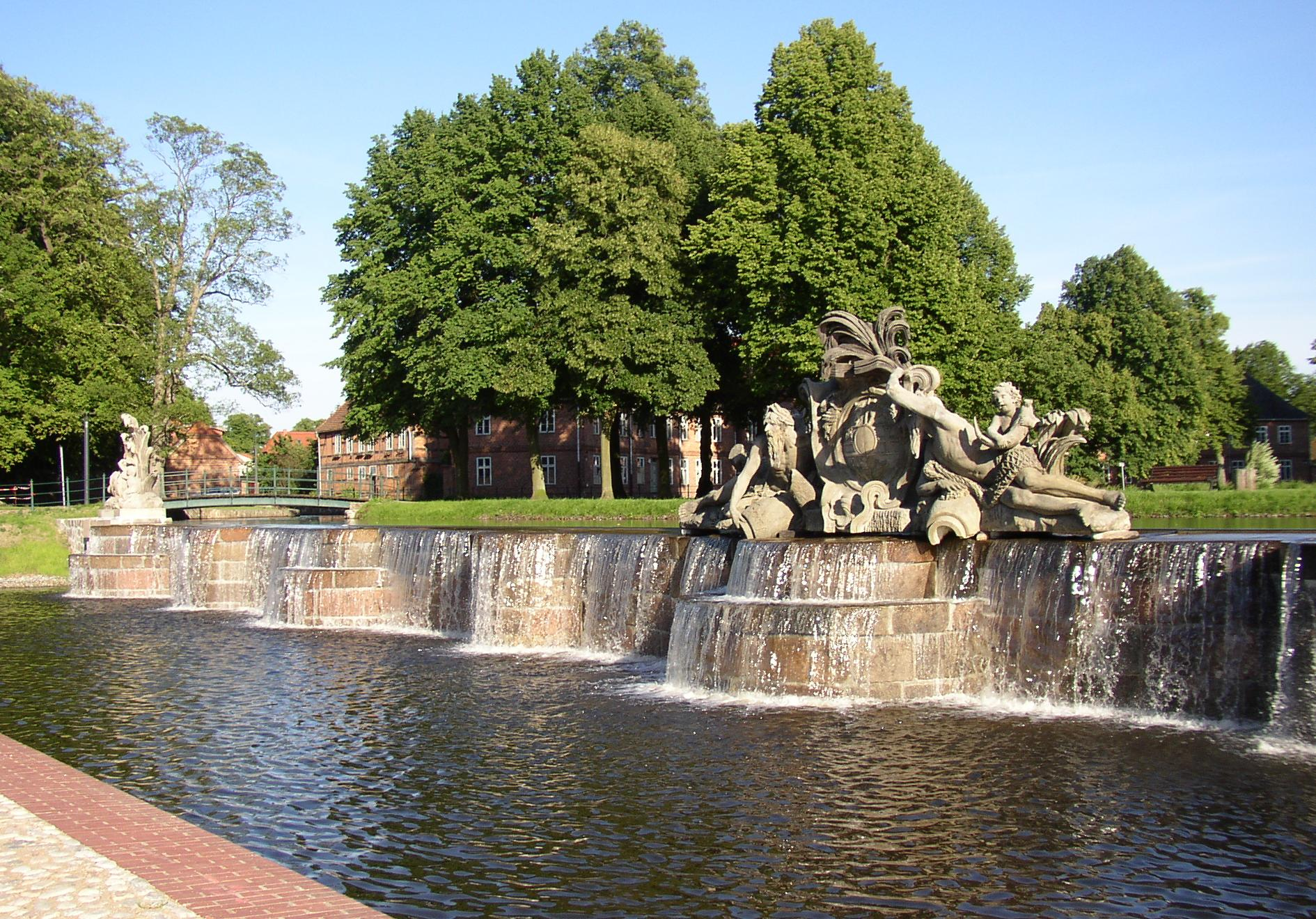
Cascades dans le parc du château de Ludwigslust
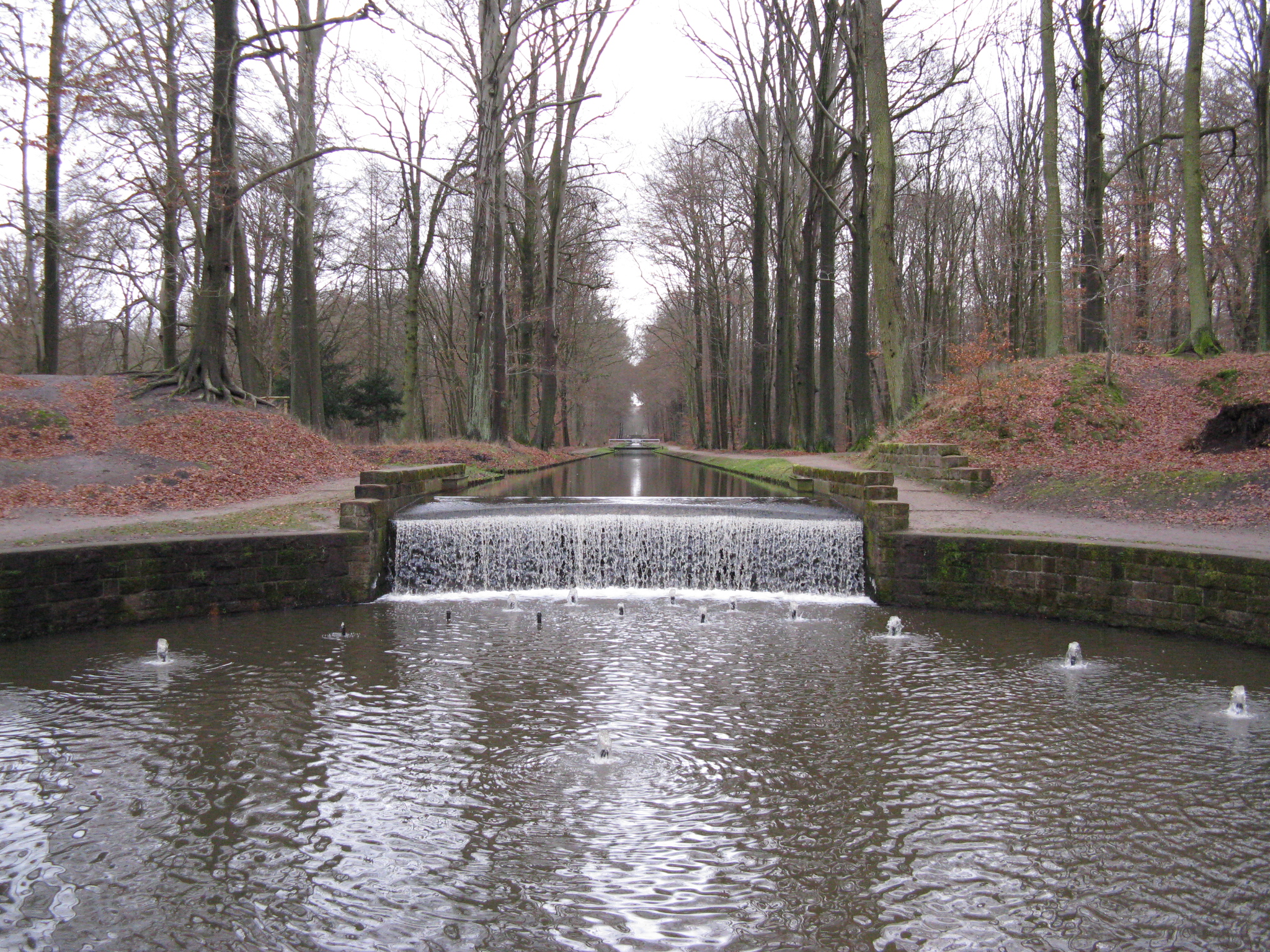
Vue du Grand canal (de) du parc du château de Ludwigslust
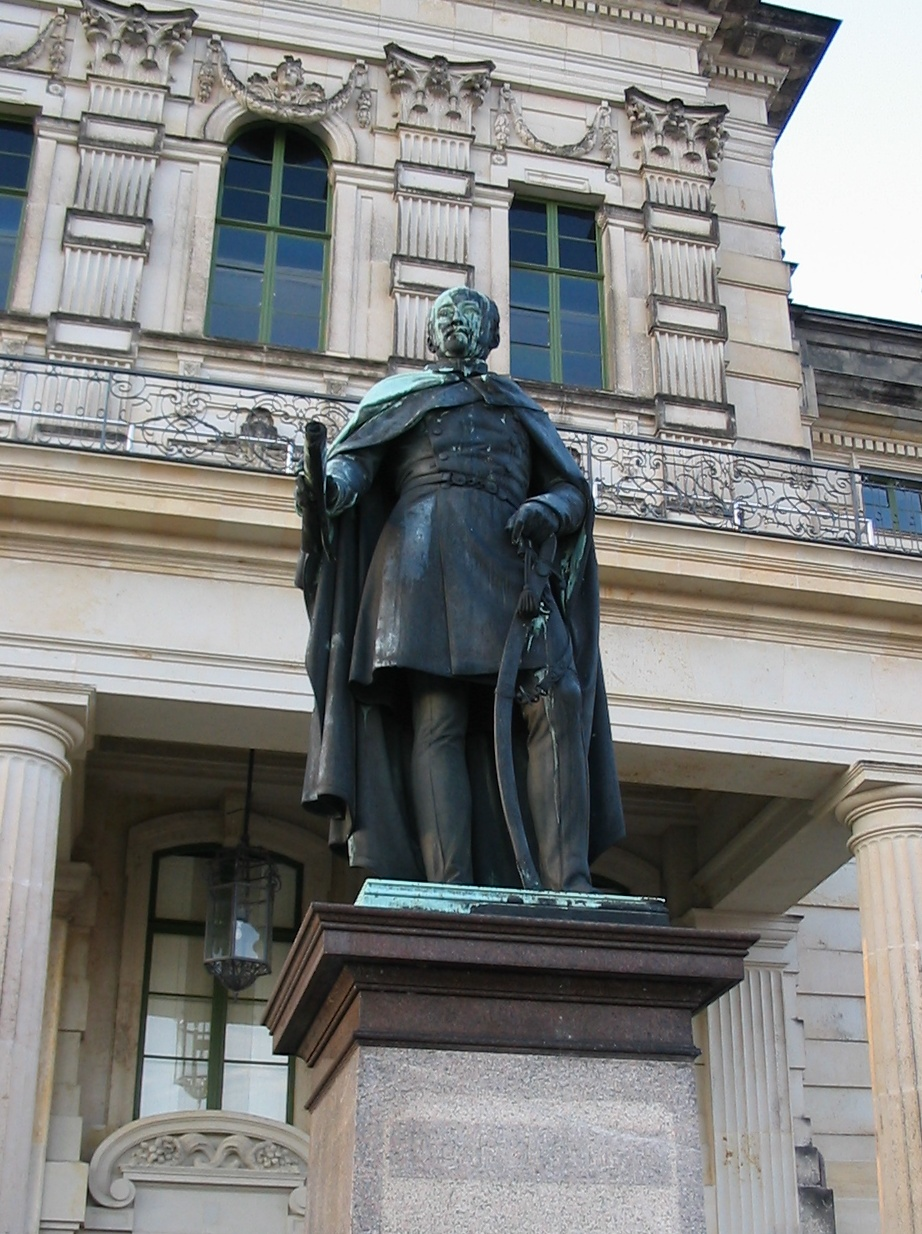
Statue de Frédéric-François Ier de Mecklembourg-Schwerin
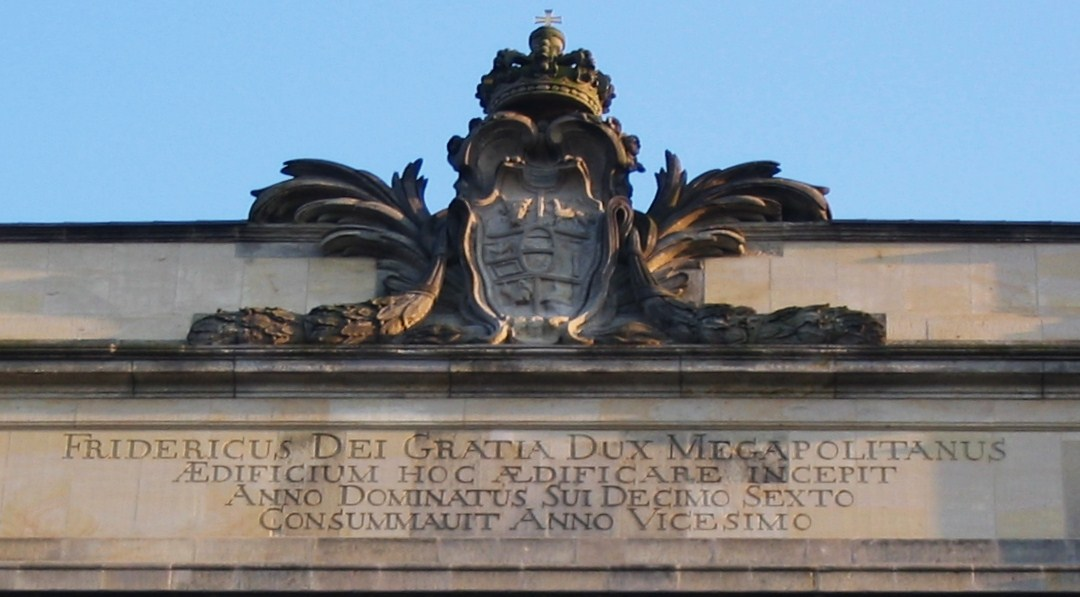
Inscriptions sur la façade
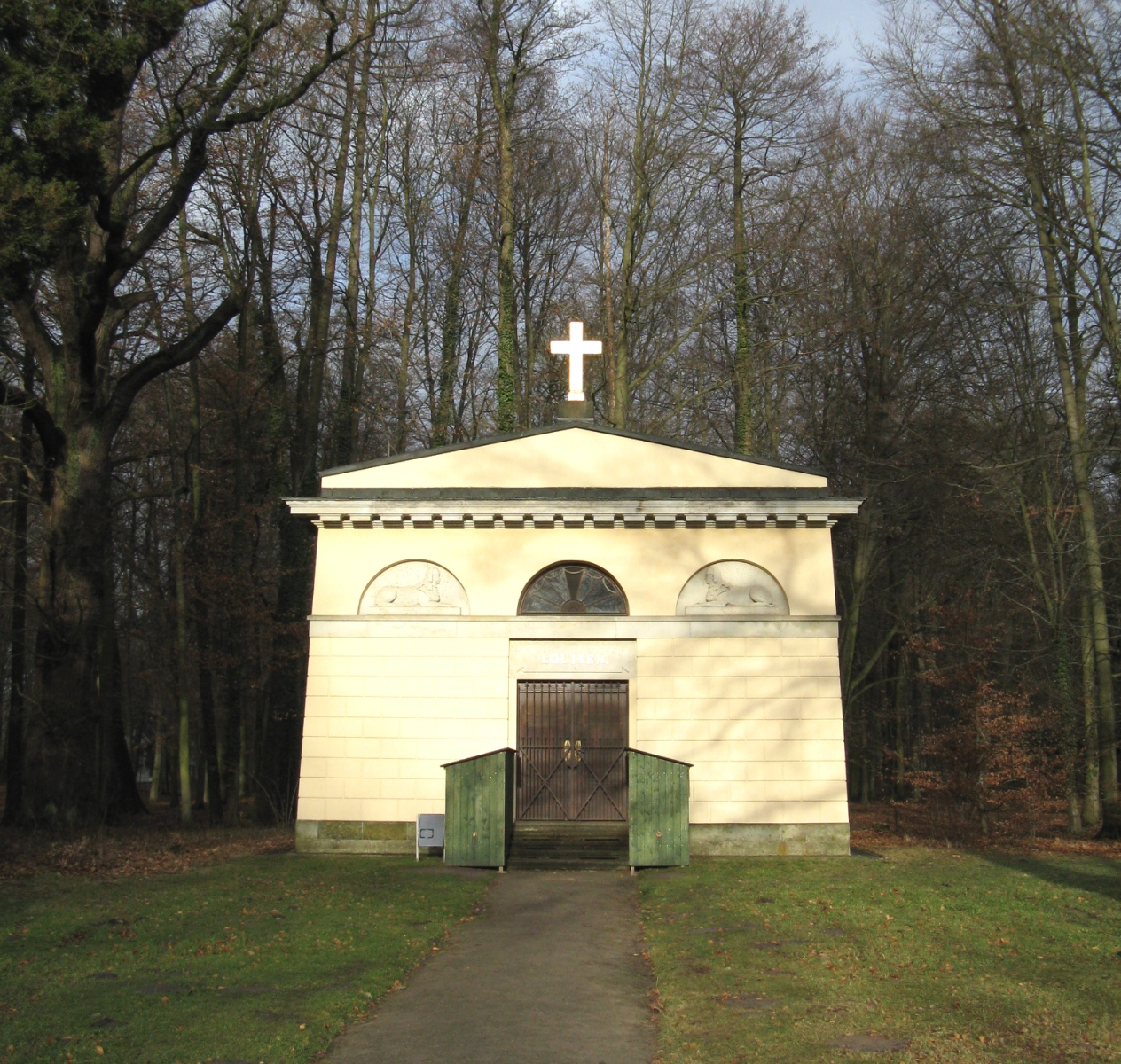
Le mausolée Louise (de) dans le parc
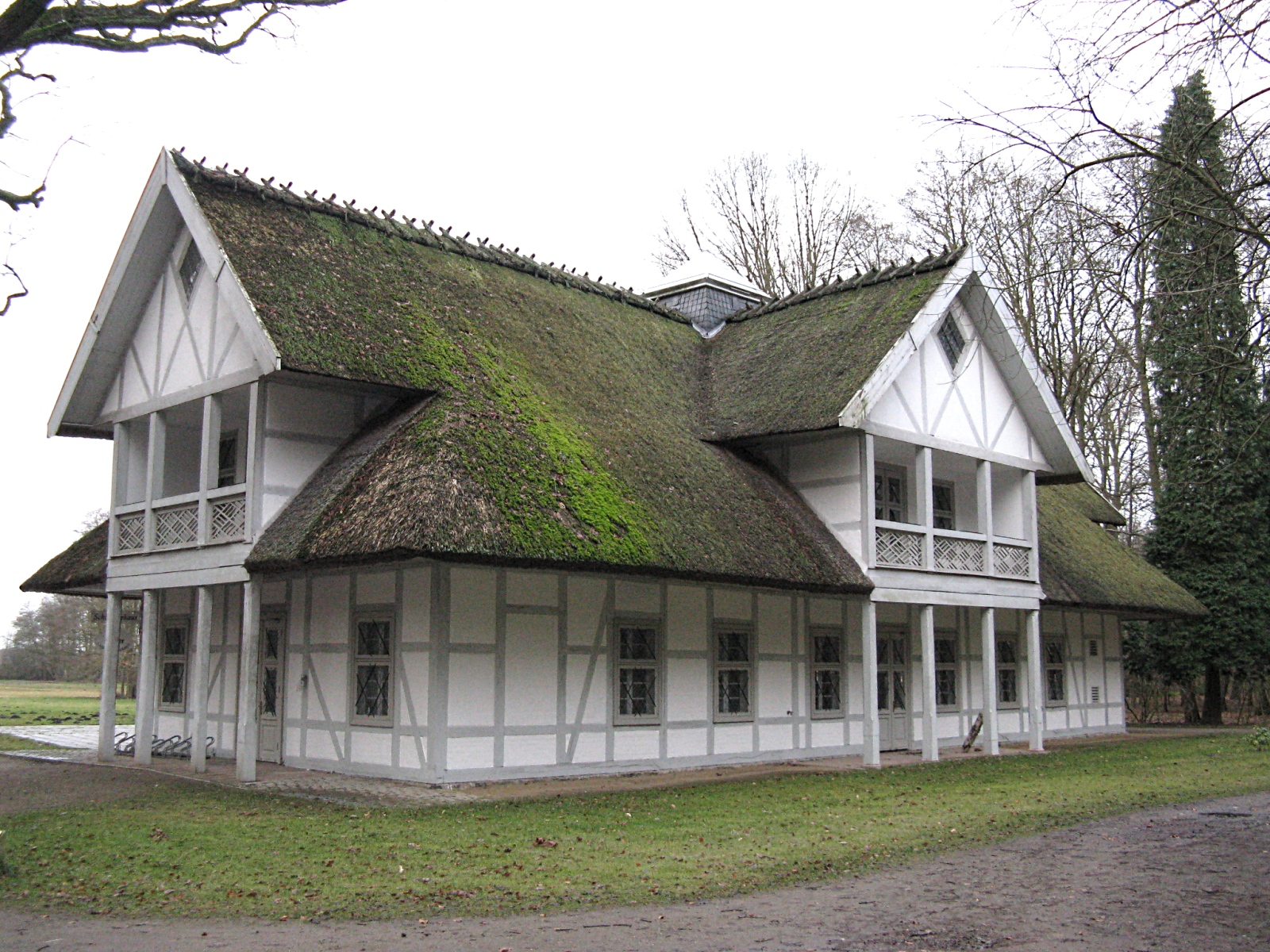
La maison suisse dans le parc
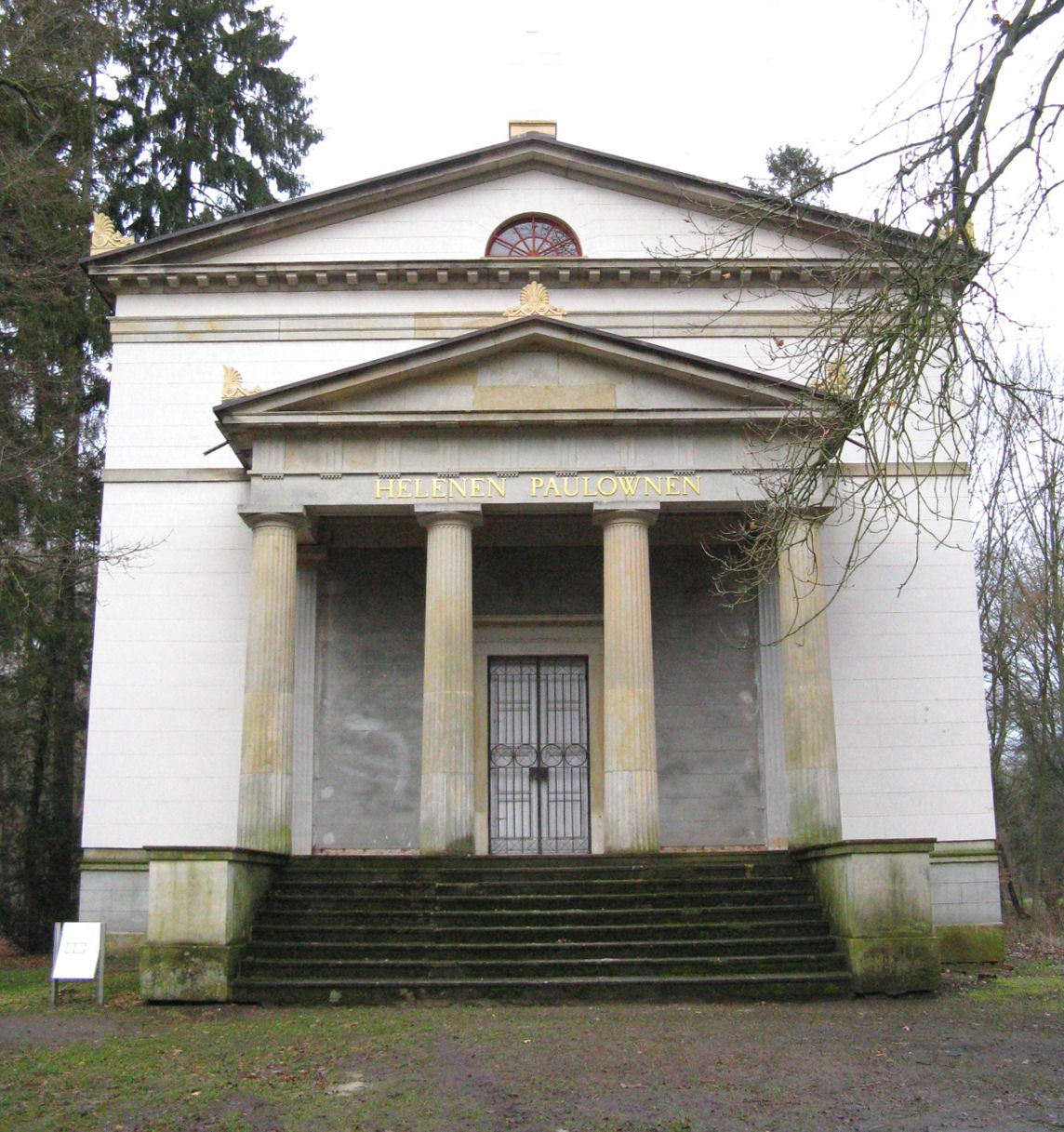
Mausolée d'Hélène de Russie, duchesse de Mecklembourg-Schwerin